# Rauðölduhnúkur
Rauðölduhnúkur är en bergstopp i republiken Island. Den ligger i regionen Suðurland, 100 km öster om huvudstaden Reykjavík. Toppen på Rauðölduhnúkur är 571 meter över havet.
Trakten runt Rauðölduhnúkur är nära nog obefolkad, med mindre än två invånare per kvadratkilometer. Det finns inga samhällen i närheten. Trakten runt Rauðölduhnúkur består i huvudsak av gräsmarker.